# Asyrská církev Východu
Asyrská církev Východu, případně východní syrská církev, oficiálním názvem Svatá apoštolská katolická asyrská církev Východu (syrsky ܥܕܬܐ ܩܕܝܫܬܐ ܘܫܠܝܚܝܬܐ ܩܬܘܠܝܩܝ ܕܡܕܢܚܐ ܕܐܬܘܪ̈ܝܐ) (‘Ittā qaddištā wa-šlichāitā qattoliqi d-madnĕchā d-ātārājē), (arabsky كنيسة المشرق الآشورية الرسولية الجاثلقية المقدسة ), patří mezi starobylé východní církve a uznává pouze první dva ekumenické koncily. Navazuje na starou církev Východu, která vznikla v 1. století v Asyrské Horní Mezopotámii. Má celkem asi 400 000 věřících (listopad 2015) v Íránu, Iráku, Sýrii, Libanonu, Turecku, také v USA, Kanadě, Austrálii, v Indii a jinde. Fakticky je jedinou nestoriánskou církví mezi křesťany vůbec. Hlavou církve je katolikos-patriarcha (neoficiálně zvaný „asyrský papež“), který v l. 1935–2015 sídlil v exilu v USA. V letech 1976 až 2015 jím byl Mar Dinkha IV. (nar. 1935 – zemř. 26. března 2015). Jeho následníkem byl od 18. září 2015 Mar Gewargis III. (nar. 1941), který sídlil v Irbílu v iráckém Kurdistánu. Od roku 2021 je patriarchou Mar Awa III.
Východní syrská církev vychází z učení Nestoria a nestoriánské heterodoxie, ale není s ním totožná. Patří do skupiny syrských církví. V liturgii je známá svým užíváním anafory Addaie a Mariho a uplatňuje východní syrský ritus.

## Externí odkazy

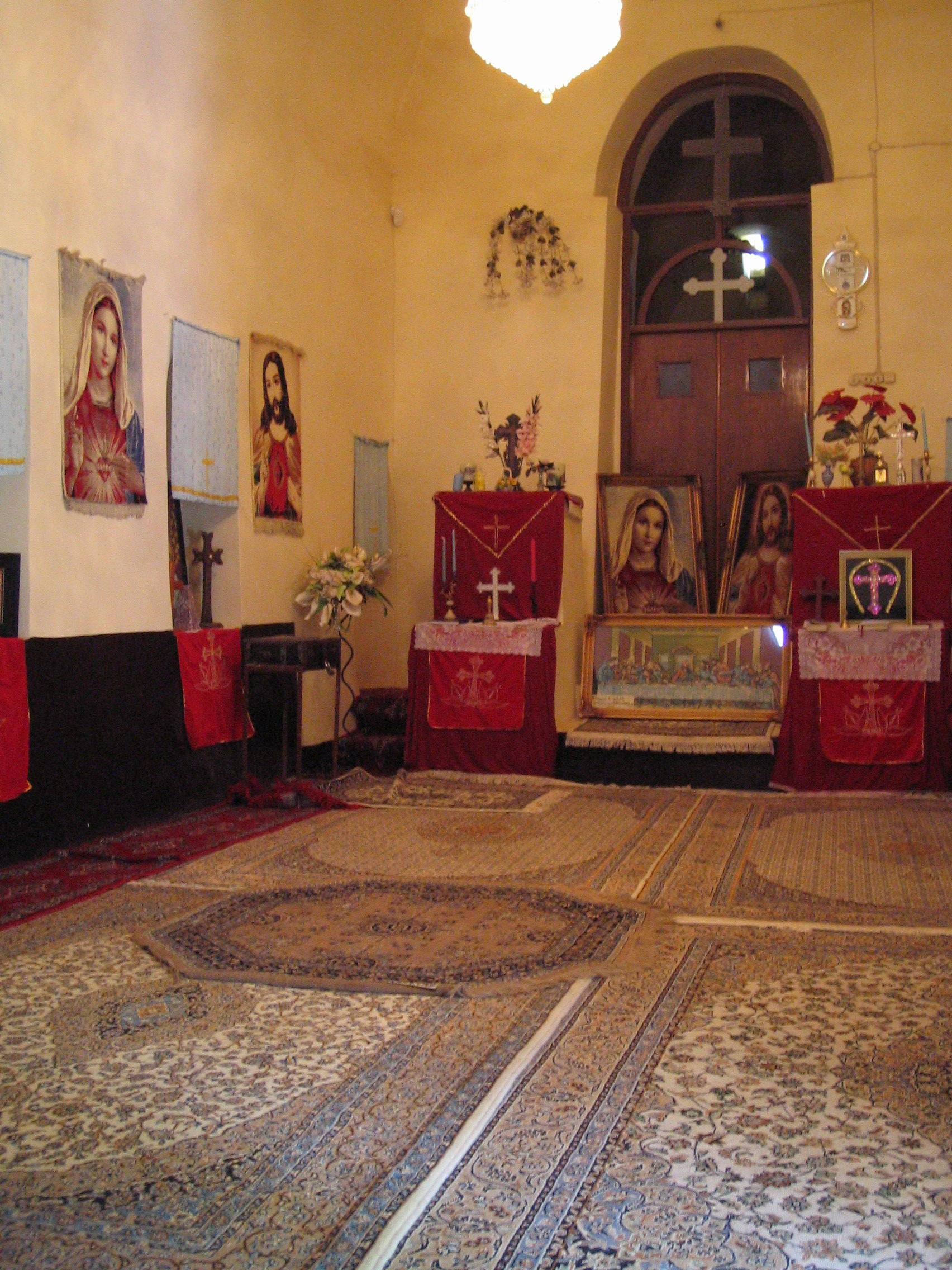
Interiér asyrského chrámu ve městě Orumíje v Íránu.